# 큰불독박쥐
큰불독박쥐(Noctilio leporinus)는 불독박쥐과에 속하는 박쥐의 일종이다. 라틴 아메리카의 토착종이다. 먹이인 물고기가 일으키는 물소리를 탐지하기 위해 반향정위를 사용하고, 물고기를 주워 모으기 위해 다리 사이의 주머니를 사용하며, 날카로운 발톱으로 먹이를 붙잡는다. 그저 소금쟁이와 물방개 등과 같은 수서 곤충을 잡는 같은 불독박쥐속의 작은불독박쥐와 혼동을 일으키지 않는다. 물윗수염박쥐처럼 입을 통해 반향정위 소리를 내지만, 소리는 상당히 다르며 박쥐에게 비정상적으로 높은 주파수인 약 55kHz 정도의 길고 지속적인 주파수 부분을 포함하고 있다.

## 특징
큰불독박쥐는 대형 박쥐의 일종으로 몸길이가 10.9~12.7cm 정도이다. 몸무게는 일반적으로 50~90g이다. 수컷이 암컷보다 큰 경향이 있고 수컷은 평균 67g, 암컷은 평균 56g이다. 암수는 털 색깔도 다르다. 수컷은 등 쪽에 밝은 오렌지 색을 띠는 반면에 암컷은 희미한 회색이다. 그러나 암수 모두 하체 쪽은 연한 색을 띠고, 등 중앙에 희미한 선이 아래로 이어진다. 큰불독박쥐는 앞으로 아래로 열리는 둥근 콧구멍을 갖고 있다. 바깥 가장자리가 융기되어 있는 귓구슬(이주, 耳珠)와 함께 가늘고 길며 뾰족한 귀를 갖고 있다. 큰불독박쥐는 부드러운 입술을 갖고 있으며, 윗입술은 일종의 주름으로 구분되는 반면에 아랫입술은 뺨까지 연장된 피부 주름 위에 사마귀가 나 있다. 이와 같이 불독을 닮은 특징때문에 불독박쥐라는 이름이 붙여졌다.
날개 폭은 1m 정도이다. 날개 폭이 머리와 몸 사이 길이보다 길고, 날개 길이의 65%는 3지로 이루어져 있다. 비행을 할 때는 날개를 천처히 움직인다. 수영이 가능한 박쥐이며, 날개를 물갈퀴로 사용한다. 큰불독박쥐는 또한 현저히 큰 뺨주머니를 갖고 있으며, 먹이를 저장하는 데 사용한다. 뒷다리와 뒷발은 특히 크다.